# Edda Moser
Edda Moser (Berlino, 27 ottobre 1938) è un soprano tedesco.

## Biografia

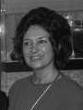
Edda Moser nel 1987

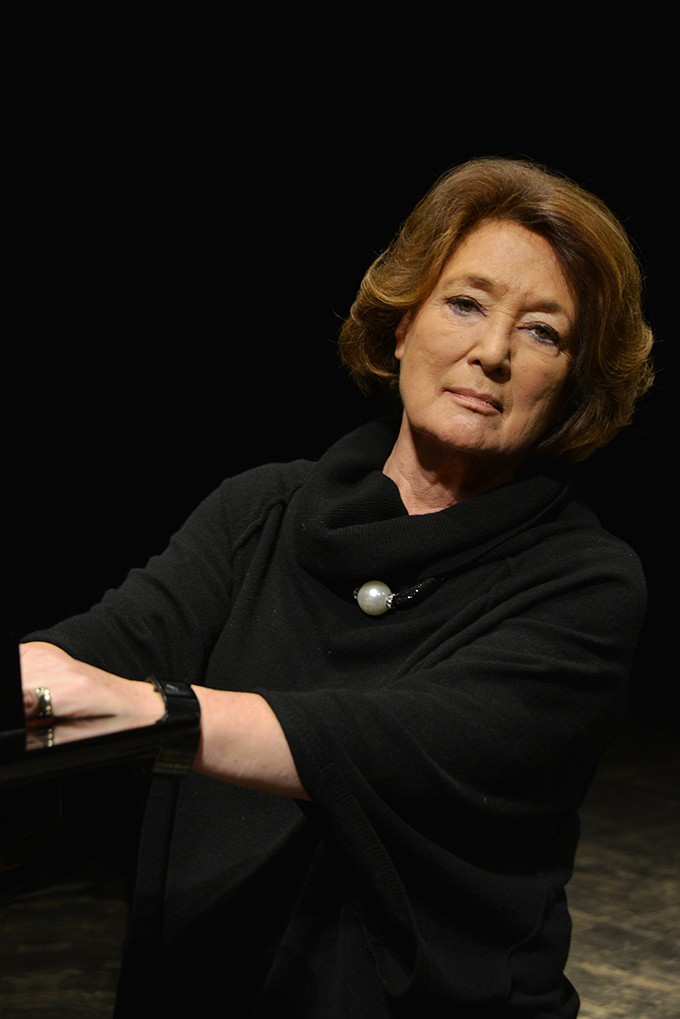
Edda Moser al Teatro Nuovo di Spoleto, 2016

Edda Moser è figlia del musicologo Hans Joachim Moser. Ha studiato canto presso il Conservatorio di Berlino con Hermann Weissenborn e Gerty King. Dal 1962 al 1963 è stata al Teatro di Würzburg, poi ad Hagen e Bielefeld. Nel 1968 ha cantato a Salisburgo diretta da Herbert von Karajan la parte di Wellgunde nell'Anello del Nibelungo di Richard Wagner.
Prima di lavorare presso la Staatsoper di Vienna ha fatto parte dal 1968 al 1971 del complesso dell'Opera di Francoforte sul Meno.
Nel 1968 Herbert von Karajan ha portato la Moser al Metropolitan di New York, dove debuttò nel ruolo di Wellgunde nell'Anello del Nibelungo. Sempre per il Metropolitan Opera House interpreta con grande successo la Regina della Notte nel Flauto magico di Mozart insieme ad Edith Mathis ed Hermann Prey ed è Nedda in Pagliacci a Memphis nel Tennessee e al Masonic Temple Auditorium di Detroit nel Michigan nel 1970. Al MET ha poi cantato, inoltre, nel ruolo di Donna Anna nel Don Giovanni di Mozart con Cesare Siepi nel 1971, Musetta nella Bohème con Luciano Pavarotti e Liù in Turandot con Franco Corelli al Hynes Civic Auditorium di Boston nel Massachusetts, al Masonic Temple di Detroit nel Michigan, al Civic Center di Atlanta in Georgia ed al Northrup Auditorium di Minneapolis in Minnesota nel 1974 e in nuove produzioni del Ratto dal serraglio nel ruolo di Konstanze con Kurt Moll nel 1979 ed infine Armida in Rinaldo di Händel con Marilyn Horne e Samuel Ramey nel 1984. Complessivamente la Moser ha preso parte a 110 rappresentazioni al Met.
Al Wiener Staatsoper è Konstanze nel Ratto dal serraglio e Rosalinde in Die Fledermaus nel 1971, la Regina della Notte nel Flauto magico nel 1972, Donna Anna in Don Giovanni e Gilda in Rigoletto con Plácido Domingo nel 1973, Liù in Turandot, Fiordiligi in Così fan tutte con Luigi Alva diretta da Karl Böhm, e Violetta Valéry nella Traviata nel 1976, la Contessa Almaviva nelle Nozze di Figaro con Samuel Ramey nel 1981, Musetta nella Bohème con José Carreras nel 1982 e infine Salomé nel 1994. Complessivamente il soprano ha cantato in 94 recite viennesi.
Nel 1971 ha cantato Il Messia di Händel al teatro La Fenice di Venezia.
Al Grand Théâtre di Ginevra è Donna Anna in Don Giovanni con José Van Dam nel 1972 e Konstanze nel Ratto dal serraglio nel 1974.
Al Teatro alla Scala di Milano nel 1976 è Fiordiligi in Così fan tutte con Agnes Baltsa e Rolando Panerai diretta da Karl Böhm e tiene un concerto nel 1983.
Nel 1981 è Antonia in Les contes d'Hoffmann di Jacques Offenbach con Plácido Domingo e Agnes Baltsa diretta da George Prêtre al Royal Opera House di Londra.
È la première dame nella ripresa al Festival di Salisburgo del Flauto magico di Mozart nel 1981 e con Ileana Cotrubaș nel 1984.
È Stella/Olympia/Antonia/Giulietta nella prima rappresentazione al Großes Festspielhaus di Salisburgo di Les contes d'Hoffmann, con Plácido Domingo, José Van Dam e Kurt Rydl nel 1980, 1981 e nella ripresa nel 1982.
Nel 1986 ha tenuto un recital nel Teatro Regio di Parma.
Nel 1987 ha cantato nella Nona sinfonia in re minore di Beethoven in Piazza Ferretto a Mestre per il teatro La Fenice.
Nel 1991 è la protagonista in Un re in ascolto di Luciano Berio all'Opéra National de Paris.
Ancora nel 1995, fece il suo debutto nel ruolo della sacrestana nell'opera di Janáček Jenůfa, a Bonn.
Nel momento culminante della sua carriera Edda Moser registrò la celebre aria "Der Hölle Rache kocht in meinem Herzen" (tratta da Il flauto magico), registrazione che venne portata a bordo della navicella spaziale Voyager 2 e trasmessa nel sistema solare.
Un altro momento importante, all'inizio degli anni ottanta, fu la partecipazione nel ruolo di Donna Anna nella versione cinematografica del Don Giovanni di Mozart filmata dal regista Joseph Losey.
Dagli anni '80 tiene master class presso vari istituti e accademie (Accademia Europea di Musica e Spettacolo, Junge Münchner Philharmonie e Mozarteum di Salisburgo) e ha una cattedra a Colonia, presso l'Università della Musica.
Nel 2006 Edda Moser ha inaugurato il "Festival della lingua tedesca" nel castello di Heidecksburg a Rudolstadt, in Turingia, che, dal 2007/2008, si tiene nello storico Goethe-Theater di Bad Lauchstädt, in Sassonia-Anhalt.
Nel mese settembre 2011 ha tenuto una master class di canto a Sabbioneta (MN) alternando le lezioni a quelle del baritono Renato Bruson.
Edda Moser vive a Rheinbreitbach.
Nel luglio 2013 coordina la master class di canto al Casalmaggiore International Music Festival (CR).

## Repertorio
| Ruolo                            | Titolo                        | Autore           |
| -------------------------------- | ----------------------------- | ---------------- |
| Leonore                          | Fidelio                       | Beethoven        |
| Lucia Ashton                     | Lucia di Lammermoor           | Donizetti        |
| Amore                            | Orfeo ed Euridice             | Gluck            |
| Marguerite                       | Faust                         | Gounod           |
| Armida                           | Rinaldo                       | Händel           |
| Gretel                           | Hänsel und Gretel             | Humperdinck      |
| Kostelnička                      | Jenůfa                        | Janáček          |
| Manja                            | Gräfin Mariza                 | Kálmán           |
| Hanna Glawari                    | Die lustige Witwe             | Lehár            |
| Giuditta                         | Giuditta                      | Lehár            |
| Nedda                            | Pagliacci                     | Leoncavallo      |
| Hyacinthus                       | Apollo et Hyacinthus          | Mozart           |
| Elettra                          | Idomeneo, re di Creta         | Mozart           |
| Konstanze                        | Die Entführung aus dem Serail | Mozart           |
| Mademoiselle Silberklang         | Der Schauspieldirektor        | Mozart           |
| Contessa d'Almaviva              | Le nozze di Figaro            | Mozart           |
| Donna Anna                       | Don Giovanni                  | Mozart           |
| Fiordiligi                       | Così fan tutte                | Mozart           |
| Königin der Nacht Erste dame     | Die Zauberflöte               | Mozart           |
| Vitellia                         | La clemenza di Tito           | Mozart           |
| Olympia Antonia Giulietta Stella | Les contes d'Hoffmann         | Offenbach        |
| Musetta                          | La bohème                     | Puccini          |
| Kate Pinkerton                   | Madama Butterfly              | Puccini          |
| Liù                              | Turandot                      | Puccini          |
| Sacerdotessa                     | HIppolyte et Aricie           | Rameau           |
| Rosalinde                        | Die Fledermaus                | Strauss, Johann  |
| Salomè                           | Salomè                        | Strauss, Richard |
| Elektra                          | Elektra                       | Strauss, Richard |
| Die Marschallin                  | Der Rosenkavalier             | Strauss, Richard |
| Ariadne/Primadonna               | Ariadne auf Naxos             | Strauss, Richard |
| Beatrice                         | Boccaccio                     | Suppè            |
| Gilda                            | Rigoletto                     | Verdi            |
| Violetta Valéry                  | La traviata                   | Verdi            |
| Elisabetta di Valois             | Don Carlo                     | Verdi            |
| Senta                            | Der fliegende Holländer       | Wagner           |
| Wellgunde                        | Das Rheingold                 | Wagner           |
| Sieglinde                        | Die Walküre                   | Wagner           |
| Wellgunde                        | Götterdämmerung               | Wagner           |
| Fatima                           | Abu Hassan                    | Weber            |

## Discografia parziale
- Beethoven, Missa solemnis - Bernstein/Moser/Schwarz/Kollo, 1978 Deutsche Grammophon
- Beethoven: Sinfonie Nr. 9 D-moll Op. 125/Symphony No: 9 In D Minor/Mitschnitt Des Eröffnungskonzertes - Edda Moser/Gewandhausorchester Leipzig/Kurt Masur/Peter Schreier/Rosemarie Lang/Theo Adam, 1981 VEB Deutsche Schallplatten Berlin
- Gounod: Margarethe - Edda Moser/Dietrich Fischer-Dieskau/Nicolai Gedda/Kurt Moll, EMI
- Humperdinck: Hänsel und Gretel - Edda Moser & Heinz Wallberg, Warner
- Kálmán: Gräfin Mariza - Nicolai Gedda/Kurt Böhme/Willi Brokmeier/Chor der Bayerischen Staatsoper München/Willy Mattes/Olivera Miljakovic/Edda Moser/Anneliese Rothenberger/Symphonie-Orchester Graunke, Warner
- Lehár: Die lustige Witwe - Heinz Wallberg/Edda Moser/Helen Donath/Hermann Prey/Siegfried Jerusalem/Chor des Bayerischen Rundfunks/Münchner Rundfunkorchester, Warner
- Lehàr: Giuditta - Edda Moser/Nicolai Gedda/Willi Boskovsky, 1985 EMI
- Mozart, Don Giovanni (film 1979) - Chorus & Orchestra of the Théâtre National de l'Opera, Paris/Lorin Maazel, 1979 SONY BMG
- Mozart: Der Schauspieldirektor - Eberhard Schoener/Nicolai Gedda/Mady Mesple/Edda Moser/Sir Peter Ustinov, EMI
- Mozart: Die Zauberflöte - Wolfgang Sawallisch/Edda Moser, 1987 EMI/Warner
- Schumann: Die Großen Chorwerke/The Great Choral Works - Henryk Czyz/Brigitte Fassbaender/Dietrich Fischer-Dieskau/Nicolai Gedda/Edda Moser/Heinz Wallberg, Warner
- Schumann: Genoveva - Edda Moser/Peter Schreier/Dietrich Fischer-Dieskau/Siegfried Vogel/Kurt Masur/Leipzig Gewandhaus Orchestra/Berlin Radio Choir, 1978 "edel" Gesellschaft
- Schumann: Lieder - Edda Moser & Nicolai Gedda, EMI
- Strauss & Pfitzner: Lieder - Edda Moser & Erik Werba, EMI
- Weber: Abu Hassan - Wolfgang Sawallisch/Nicolai Gedda/Kurt Moll/Edda Moser, Warner
- Händel, Mozart, Gluck, Beethoven, Wagner: Opern-Recital - Edda Moser/Münchner Rundfunkorchester/Peter Schneider, EMI

## DVD
- Sinfonia n. 8 (Mahler), Leonard Bernstein/Wiener Philharmoniker, 1975 Deutsche Grammophon
- Don Giovanni (film 1979)
- Die Zauberflöte, James Levine/Edita Gruberová/Ileana Cotrubaș/Peter Schreier/Martti Talvela/Walter Berry/Wiener Philharmoniker, regia Jean-Pierre Ponnelle, 1982 Naxos/TDK/ORF - Erste Dame
- Das Rheingold, Herbert von Karajan/Thomas Stewart/Brigitte Fassbaender/Peter Schreier/Zoltán Kelemen/Jeannine Altmeyer/Gerhard Stolze/Berliner Philharmoniker, 1978 Deutsche Grammophon - Wellgunde (singing voice)

## Premi
- Sprachwahrer des Jahres 2006 fra i parlanti la lingua tedesca[1].